# Qzone
Qzone (cinese: QQ 空间) è un social network cinese, creato dalla Tencent Holdings nel 2005. 

## Descrizione
Permette agli utenti di scrivere blog, tenere un diario, inviare foto e ascoltare musica. Gli utenti possono impostare il loro background Qzone e selezionare gli accessori in base alle loro preferenze in modo che ogni Qzone sia personalizzato. Tuttavia, i servizi più Qzone non sono liberi, e solo dopo l'acquisto del "Diamond Canarie" gli utenti possono accedere a tutti i servizi senza pagare alcunché. La versione mobile è disponibile a costo aggiuntivo.

## Storia
Qzone è stato creato nell'aprile 2005 come servizio interno della società Tencent. Il nome era originariamente "Little Home Zone". Nel 2008, Qzone è stata acquistata da Zhu Liang. Quest'anno gli utenti registrati in QQ, hanno raggiunto 490 milioni e circa 200 milioni sono utenti attivi. All'inizio, l'oggetto di riferimento di Qzone non è un social network, ma essere una piattaforma di blogging. Qzone si trasforma gradualmente da uno spazio personale, dove gli utenti possono personalizzare blog e diari, postare foto, guardare video e ascoltare musica, in uno dei più grandi social network della Cina. Qzone è di Tencent ma è vincolato da QQ. Recentemente, con l'avvento dei social network basati su piattaforma mobile come WeChat, Qzone sta avendo un declino.